# André Sousa (giocatore di calcio a 5)
André Melo Bandeira Almeida Sousa, noto semplicemente come André Sousa (Lisbona, 25 febbraio 1986), è un giocatore di calcio a 5 portoghese.
Con la nazionale portoghese è stato campione del mondo nel 2021 e campione europeo nel 2018 e nel 2022.

## Carriera
Inizialmente escluso dai convocati del Portogallo per la Coppa del Mondo 2021, a pochi giorni dalla manifestazione è stato richiamato per sostituire Eduardo Sousa, risultato positivo al COVID-19.

## Palmarès

### Club

#### Competizioni nazionali
- Campionato portoghese: 3
Sporting CP: 2015-16, 2016-17, 2017-18
- Coppa del Portogallo: 4
Sporting CP: 2015-16, 2017-18, 2018-19
Benfica: 2022-23

#### Competizioni internazionali
- UEFA Champions League: 1
Sporting CP: 2018-19

### Nazionale
- Campionato mondiale: 1
Lituania 2021
- Campionato d'Europa: 2
Slovenia 2018, Paesi Bassi 2022